# Lissoclinum textrinum
Lissoclinum textrinum är en sjöpungsart som beskrevs av Monniot 1992. Lissoclinum textrinum ingår i släktet Lissoclinum och familjen Didemnidae. Inga underarter finns listade i Catalogue of Life.